# GranDucato Parma Rugby 2010-2011

## Eccellenza 2010-2011

### Stagione regolare
| Incontro                         | Andata | Ritorno |
| -------------------------------- | ------ | ------- |
| L’Aquila — GranDucato Parma      | 23-33  | 13-52   |
| GranDucato Parma — Rovigo        | 18-13  | 9-22    |
| Mogliano — GranDucato Parma      | 13-13  | 9-21    |
| GranDucato Parma — S.S. Lazio    | 28-20  | 22-32   |
| I Cavalieri — GranDucato Parma   | 35-22  | 20-14   |
| Rugby Roma — GranDucato Parma    | 9-10   | 10-15   |
| GranDucato Parma — Crociati      | 9-13   | 14-16   |
| Petrarca — GranDucato Parma      | 14-6   | 17-10   |
| GranDucato Parma — Veneziamestre | 22-5   | 21-7    |

#### Risultati della stagione regolare
| Posizione | G  | V | N | P | PF  | PS  | DP  | B | Pt |
| --------- | -- | - | - | - | --- | --- | --- | - | -- |
| 5ª        | 18 | 9 | 1 | 8 | 340 | 291 | +49 | 7 | 45 |

## Trofeo Eccellenza 2010-11

### Prima fase
| Incontro                         | Andata | Ritorno |
| -------------------------------- | ------ | ------- |
| Veneziamestre — GranDucato Parma | 29-5   | 11-13   |
| GranDucato Parma — Mogliano      | 13-32  | 7-43    |

#### Risultati della prima fase
| Posizione | G | V | N | P | PF | PS  | DP  | B | Pt |
| --------- | - | - | - | - | -- | --- | --- | - | -- |
| 3ª        | 4 | 1 | 0 | 3 | 38 | 115 | -77 | 0 | 4  |